# Josh Morrissey
Josh Morrissey (Calgary, Alberta, 28 de marzo de 1995), apodado J-Mo, es un jugador profesional canadiense de hockey sobre hielo que se desempeña en la posición de defensor izquierdo en Winnipeg Jets, equipo de la National Hockey League (NHL).

## Carrera
Fue seleccionado en la primera ronda en la NHL Entry Draft de 2013. En 2015 hizo su debut profesional con el equipo Winnipeg Jets, donde lleva jugando nueve temporadas.